# Sint-Medarduskerk (Oye-Plage)

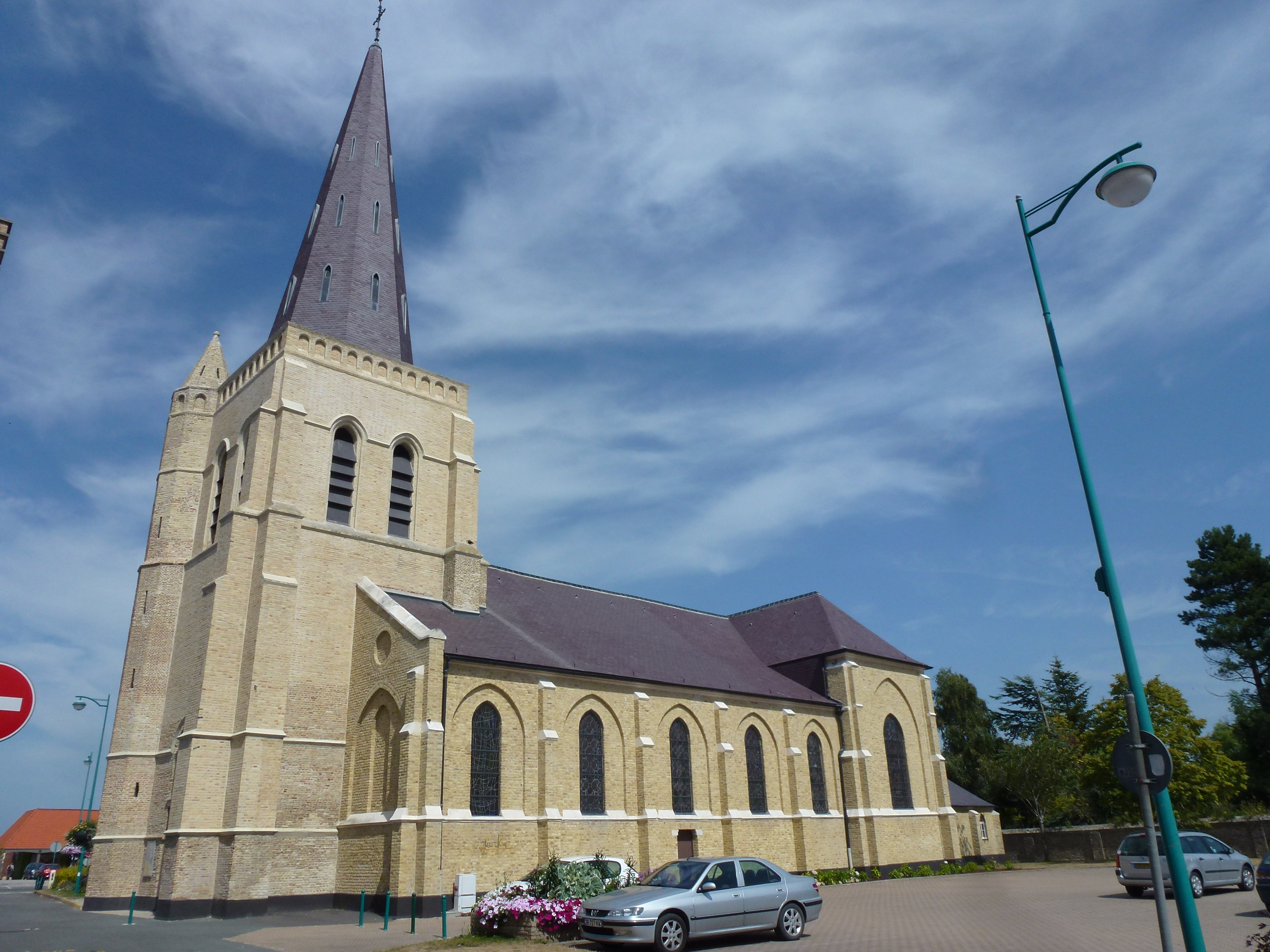
Sint-Medarduskerk

De Sint-Medarduskerk (Église Saint-Médard) is de parochiekerk van de tot het departement Pas-de-Calais behorende plaats Oye-Plage.

## Geschiedenis
De kerk werd gebouwd omstreeks 1553, tijdens de Engelse periode, en de parochie maakte deel uit van het Aartsbisdom Canterbury. Tussen 1863 en 1880 werd een nieuwe kerk gebouwd met behoud van de toren, die daarmee het oudste gebouw is van Oye-Plage. Wel kreeg de toren in 1913 een nieuwe spits.

## Gebouw
Het betreft een driebeukige neogotische kerk met transept, uitgevoerd in gele baksteen. De halfingebouwde gotische toren is van 1553 en wordt geflankeerd door een zeskante traptoren met bakstenen spits, waarin zich een kunstig uitgevoerde wenteltrap bevindt.
De kerk bezit een oud doopvont.